# Manganarsite
La manganarsite è un minerale.